# Raport naukowo-techniczny
Raport naukowo-techniczny – dokument opisujący postęp lub rezultaty badań naukowych lub technicznych albo przegląd badań naukowych lub technicznych. Raporty naukowe lub techniczne nie są zazwyczaj recenzowane i często są przygotowane dla sponsora badań naukowych lub technicznych.
Raporty są przykładem szarej literatury.